# 攻殻機動隊 S.A.C.シリーズのサウンドトラック
攻殻機動隊 S.A.C.シリーズのサウンドトラック（こうかくきどうたい-）では、『攻殻機動隊 STAND ALONE COMPLEX』シリーズのサウンドトラックについて記述する。

## 概要
音楽プロデューサーである菅野よう子の仕事の中では、打ち込みやブレイクビーツを多用したかなりエレクトリカルな部類に入る。またアニメの重厚な世界設定・作風に合わせたハードな曲調と意図的な不協和音やノイズが入った曲、逆に静かで抑制された曲の双方を利用している。バンドを用いる曲には、他作品同様に「カウボーイビバップ」などで共演したメンバー（渡辺等や本田雅人）を起用している。また菅野は、このアニメ作品以前からOrigaの透き通るような声質に注目していて、いつか一緒に仕事をしたいと思っていた事が今回の起用に繋がったという。もう一方の男性ボーカリストであるスティーブ・コンテも「〜ビバップ」「WOLF'S RAIN」など菅野作品でおなじみである。
2011年に『攻殻機動隊 S.A.C. SOLID STATE SOCIETY 3D』劇場公開記念として、一部CD版の入手困難だったサウンドトラックを含む全5種類が再版され、全面デジタル配信も行われた。着うたフルでも、テーマ曲『player』含む3曲が配信された。

## サウンドトラック

### 攻殻機動隊 STAND ALONE COMPLEX O.S.T.
『攻殻機動隊 STAND ALONE COMPLEX』のサウンドトラック第1弾。
後に『攻殻機動隊 STAND ALONE COMPLEX』の地上波放送が決定したため、地上波放送用のオープニングテーマ「GET9」と、『攻殻機動隊 S.A.C. 2nd GIG』の DVD 用オープニングテーマ「rise」（いずれもテレビサイズ）を追加収録し、『攻殻機動隊 STAND ALONE COMPLEX O.S.T.+』（こうかくきどうたい スタンドアローンコンプレックス オリジナルサウンドトラック プラス）として再リリースされた。それに伴い再発盤のジャケットや帯、レーベルに記載されているアルバムタイトルや発売日、規格番号などは全て変更されている。
収録曲
1. run rabbit junk
2. ヤキトリ
3. スタミナ・ローズ
4. surf
5. where does this ocean go?
6. train search
7. シベリアン・ドール・ハウス
8. velveteen
9. lithium flower
10. home stay
11. inner universe
12. fish～silent cruise
13. some other time
14. beauty is within us
15. we're the great
16. モノクローム
17. GET9 [TV size]
『攻殻機動隊 STAND ALONE COMPLEX O.S.T.+』のみ収録。『攻殻機動隊 STAND ALONE COMPLEX』が地上波放送された際のオープニングテーマ。フルバージョンは『攻殻機動隊 STAND ALONE COMPLEX O.S.T.2』に収録されている。
18. rise [TV size]
『攻殻機動隊 STAND ALONE COMPLEX O.S.T.+』のみ収録。『攻殻機動隊 S.A.C. 2nd GIG』 DVD 用のオープニングテーマ。フルバージョンは『攻殻機動隊 STAND ALONE COMPLEX O.S.T.2』に収録されている。

### 攻殻機動隊 STAND ALONE COMPLEX O.S.T.2
『攻殻機動隊 S.A.C. 2nd GIG』のサウンドトラック。
収録曲
1. サイバーバード
2. rise
3. ride on technology
4. アイドリング
5. i can't be cool
6. 3tops
7. gonna rice
8. GET9
9. Go DA DA
10. サイケデリックソウル
11. what's it for
12. living inside the shell
13. ペットフード
14. security off
15. to tell the truth
16. i do
17. we can't be cool

### 攻殻機動隊 STAND ALONE COMPLEX O.S.T.3
『攻殻機動隊 S.A.C. 2nd GIG』のサウンドトラック第2弾。
収録曲
1. the end of all you'll know
2. トルキア
3. know your enemy
4. レーザーシーカー
5. break through
6. flying low
7. エウロペ
8. 半島の東
9. 未完成ラブストーリー
10. CHRisTmas in the SiLent ForeSt
11. access all areas
12. sacred terrorist
13. dear john
14. 35.7℃
15. スマイル
16. flashback memory plug
17. dew

### 攻殻機動隊 STAND ALONE COMPLEX Solid State Society O.S.T.
『攻殻機動隊 STAND ALONE COMPLEX Solid State Society』のサウンドトラック。
収録曲
1. player
2. replica
3. zero signal
4. solid state society
5. tempest
6. born stubborn
7. she is
8. from the roof top～somewhere in the silence(sniper's theme)
9. undivided
10. blues in the Net
11. human step~aramaki's theme
12. date of rebirth
13. take a little hand
14. remedium

### 攻殻機動隊 STAND ALONE COMPLEX -狩人の領域- PROTOTYPE SOUND PACKAGE
PlayStation Portable用ゲームソフト『攻殻機動隊 STAND ALONE COMPLEX -狩人の領域-』のサウンドトラック。
収録曲
1. PRAYER 〜祈り〜 [Opening Theme]
2. Hexahedron Inside [Stage BGM]
3. FREAK OUT [Boss Characters BGM]
4. Tachikoma is Flying.... [Tachikoma BGM]
5. escapism [Event BGM]
6. Selected ID [Select BGM]
7. Sikari [Sikari Theme]
8. Over flow [Stage BGM]
9. Lust for speed [Boss Characters BGM]
10. Perfect Out [Staff Roll]
11. PRAYER 〜祈り〜 [Remix ver]

## 企画アルバム

### be Human
『攻殻機動隊 STAND ALONE COMPLEX』のキャラクタータチコマが登場したシーンで使われた曲を中心に作られた企画アルバム。
収録曲
1. be human
2. trip city
3. patch me
4. タチコマの家出
5. お散歩タチコマ
6. bang bang banquet
7. FAX me
8. ロッキーはどこ?
9. spotter
10. let's oil
11. cream
12. spider bites
13. good by my master
14. piece by ten
15. what can I say?
16. Hi!
17. I'm not straight
18. AI戦隊タチコマンズ
19. プロボウラータチコマ
20. don't sponge me
21. po'd pod
22. ciao!

## CD-BOX

### 攻殻機動隊STAND ALONE COMPLEX CD-BOX
2007年9月5日に発売された、攻殻機動隊O.S.T.+、攻殻機動隊O.S.T.2、攻殻機動隊O.S.T.3、攻殻機動隊SSS O.S.T.、be Human、攻殻機動隊O.S.T.4の6枚が収録されたCD-BOX。
特典USBメモリにVOICE SE集（タチコマ・少佐・バトー）/未収録曲／壁紙/O.S.T. MUSIC CLIP/CM集 他がついている。
攻殻機動隊 Stand Alone Complex O.S.T.4- Smooth In The Shell
全シリーズからのCD未収録曲16曲、49分の1trackノーブレイクディスク。

## シングル

### GET9
『攻殻機動隊 STAND ALONE COMPLEX』地上波放送バージョンと『攻殻機動隊 S.A.C. 2nd GIG』のオープニング・テーマを収録したマキシシングル。2nd GIG第3話「土曜の夜と日曜の朝 - CASH EYE -」で使われた「icy mice [田所会長のひみつパーティ] 」は本作にのみ収録されている。
収録曲
1. GET9
2. rise
3. icy mice [田所会長のひみつパーティ]
4. GET9 [naked]